# Spoorlijn Hårlev - Rødvig
De Spoorlijn Hårlev - Rødvig (Deens: Østbanen) is een spoorlijn tussen Hårlev en Rødvig van het eiland Seeland in Denemarken.

## Geschiedenis
De eerste spoorlijn in het zuiden van Seeland werd aangelegd tussen 1862 en 1864 tussen een kalksteengroeve bij Fakse en Fakse Ladeplads. In 1864 werd deze smalspoorlijn met een spoorwijdte van 791 in gebruik genomen door de Faxe Jernbane (FJ) voor het vervoer van kalk tussen de groeve en de haven.
Na het grote succes van deze spoorlijn, besloot men om de kalksteengroeve ook met het binnenlandse spoorwegnet te verbinden. In 1870 was reeds een spoorlijn van Kopenhagen via Roskilde, Køge en Næstved naar Vordingborg geopend. Na onderzoek bleek een aansluiting op deze spoorlijn bij Tureby het kortst en goedkoopst in aanleg te zijn. Later werden de plannen tot de aansluiting gewijzigd in Køge, en met een zijlijn van Hårlev naar Store Heddinge, mogelijk verlengd tot Rødvig. De concessie tot de aanleg van deze spoorlijnen werd op 24 mei 1875 verleend aan Østsjællandske Jernbaneselskab (ØSJS) en zou op 1 oktober 1877 geopend worden. Door problemen met de financiering van de aanleg werd de aanleg en opening uitgesteld. Pas op 15 mei 1878 werd met de aanleg begonnen. De nieuwe openingsdatum werd vastgesteld op 1 mei 1879, maar werd wederom uitgesteld. De zijtak naar Store Heddinge werd verlengd naar Rødvig. Op 1 oktober 1879 werden beide lijnen door de ØSJS geopend.
In 1952 schreef de ØSJS een prijsvraag uit om de drie takken van de spoorlijnen een naam te geven. Uit de 1800 inzendingen werden de volgende namen gekozen: het traject Køge-Hårlev kreeg de naam Klintekongen, Hårlev-Fakse kreeg de naam Rollo en Hårlev-Rødvig kreeg de naam Østersøen. Deze namen werden aanvankelijk zowel door de ØSJS als door het publiek gebruikt. Na enige tijd raakten de namen toch in onbruik en werden ze afgeschaft.

## Huidige toestand

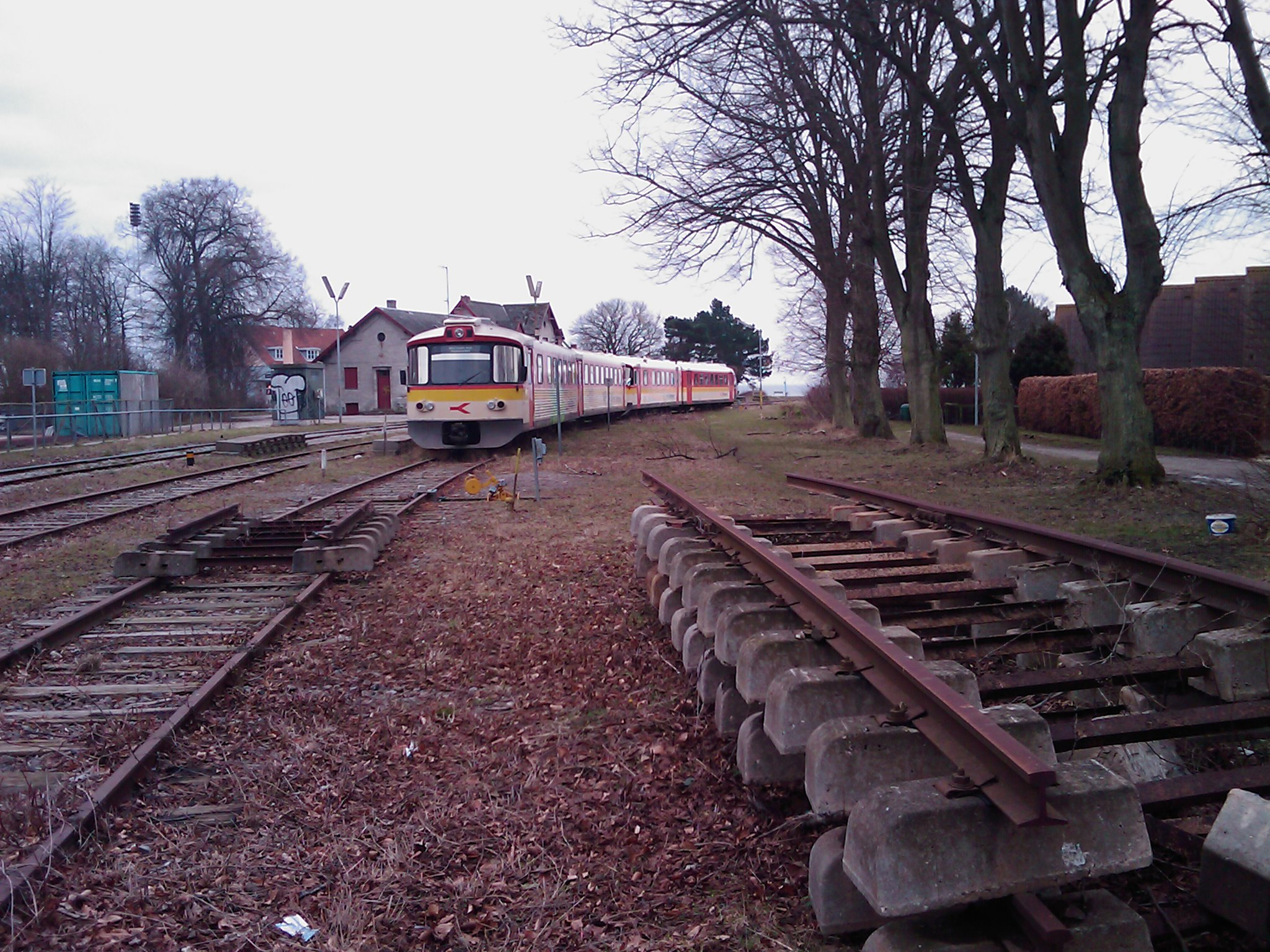
Trein in het station van Rødvig.

Vanaf 2001 werden plannen gemaakt om een aantal private spoorlijnen op Seeland onder te brengen bij de Hovedstadens Udviklingsråd (HUR), een organisatie die het lokale busvervoer in Seeland beheerde. In mei 2002 werden twee nieuwe maatschappijen opgericht, waarin de meeste private spoorwegmaatschappijen op Seeland fuseerden. De infrastructuur en het materieel werden ondergebracht bij Hovedstadens Lokalbaner (HL), de exploitatie werd verzorgd door Lokalbanen (LB).
Qua gebied ligt de Østbanen buiten het gebied van Hovedstadens Lokalbaner.
Met de fusie op 1 januari 2009 tussen Vestsjællands Lokalbaner en Lollandsbanen in Regionstog, werd ook het beheer van de infrastructuur en de exploitatie van de Østbanen in Regionstog opgenomen.